# Petre Lupu

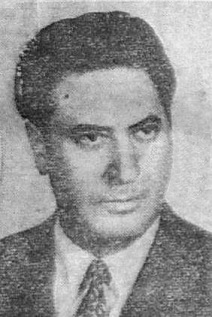
Petre Lupu (1974)

Petre Lupu (Geburtsname: Petre Presmann; * 25. Oktober 1920 in Iași, Kreis Iași; † Juli 1989) war ein rumänischer Politiker der Rumänischen Kommunistischen Partei PCR (Partidul Comunist Român) und Diplomat, der unter anderem von 1948 bis 1980 Mitglied der Großen Nationalversammlung (Marea Adunare Națională) sowie zwischen 1969 und 1977 Arbeitsminister war. Später war er zwischen 1984 und 1988 Botschafter in Venezuela und zugleich von 1985 bis 1988 als Botschafter in Jamaika, Trinidad und Tobago, Suriname sowie von 1986 bis 1988 auch als Botschafter in Guyana akkreditiert. Zuletzt fungierte er zwischen 1988 und seinem Tode 1989 als Botschafter in Portugal.

## Leben
Der als Petre Presmann geborene Petre Lupu stammte aus einer jüdischen Familie und trat bereits als Schüler 19356 in die kommunistischen Jugendorganisation UTCdR (Uniunea Tineretului Comunist din Romania) sowie 1939 der damaligen Kommunistischen Partei Rumäniens PCdR (Partidul Comunist din Romania) als Mitglied bei. Nach dem Besuch des Gymnasiums in Iași begann er 1939 ein Studium an einer Juristischen Fakultät und wurde sowohl Vorsitzender des Komitees der UTCdR in der Region Iași als auch Mitglied des Komitees der UTCdR in der Region Moldova. Aufgrund seiner politischen Tätigkeiten wurde er im Oktober 1940 festgenommen und war zunächst im Gefängnis Caransebeș inhaftiert, ehe er die nächsten Jahre in den Internierungslagern Vapniarka, Grosulovo und Târgu Jiu verbringen musste. Nach dem Königlichen Staatsstreich vom 23. August 1944 war er zwischen dem 23. August 1944 und April 1945 Mitglied des Büros des Parteikomitees der Region Oltenia sowie im Anschluss von 1945 bis 1950 Sekretär des Zentralrates der UTCdR beziehungsweise der daraus 1948 hervorgegangenen Union der Arbeiterjugend UTM (Uniunea Tineretului Muncitor). 1946 wurde er zudem Mitglied der Progressiven Jugendfront (Frontul Tineretului Progresist) und wechselte 1950 in die zentrale Parteiverwaltung der nunmehrigen Rumänischen Arbeiterpartei PMR (Partidul Muncitoresc Român) und war dort zunächst bis 1952 als stellvertretender Leiter der ZK-Abteilung Organisation tätig. 1948 wurde er ferner Mitglied der Großen Nationalversammlung (Marea Adunare Națională) und gehörte dieser 32 Jahre lang bis 1980 an.
Lupu fungierte zwischen 1952 und 1955 als Leiter der ZK-Abteilung Allgemeine Angelegenheiten sowie danach als stellvertretender Leiter einer Sektion. Auf dem Siebten Parteitag der PMR (23. bis 28. Dezember 1955) wurde er erstmals Mitglied des ZK der PMR und gehörte diesem Gremium nach seinen Bestätigungen auf den darauf folgenden Parteitag fast 29 Jahre lang bis zum Dreizehnten Parteitag der PCR (19. bis 22. November 1984) an. Während der Studentenrevolte in Timișoara 1956 war er Sondergesandter der Parteiführung. Er wurde am 6. Oktober 1958 Erster stellvertretender Leiter der Abteilung Organisation und war zwischen dem 15. Juli und dem 28. September 1959 auch Leiter der Sektion Massenorganisation. Er wurde auf dem Neunten Parteitag der PCR (19. bis 24. Juli 1965) auch Kandidat des Exekutivkomitees der PCR und verblieb in dieser Funktion nach seiner Bestätigung auf dem Zehnten Parteitag der PCR (6. bis 12. August 1969) bis zum Elften Parteitag der PCR (24. bis 27. November 1974). Später fungierte er zwischen dem 28. November 1966 und dem 13. März 1969 als Präsident des Staatlichen Komitees für Angelegenheiten der Arbeits- und Produktionsorganisation und der Löhne und wurde im Februar 1969 auch Mitglied des Wirtschaftsrates. Er absolvierte 1969 einen Studiengang an der Wirtschaftswissenschaftlichen Fakultät der Akademie für Sozial- und Politikwissenschaften „Ștefan Gheorghiu“ sowie an der Abenduniversität für Marxismus-Leninismus.
Am 13. März 1969 übernahm Petre Lupu im Kabinett Maurer V das Amt als Arbeitsminister (Ministrul muncii) und bekleidete dieses auch im Kabinett Mănescu I (27. Februar 1974 bis 18. März 1975) sowie vom 18. März 1975 bis zu seiner Ablösung durch Gheorghe Pană am 27. Januar 1977 im Kabinett Mănescu II. Er war zugleich zwischen dem 12. Mai und dem 25. Januar 1977 Vizepräsident des Rates für wirtschaftliche und soziale Organisation. Auf dem Elften Parteitag der PCR (24. bis 27. November 1974) wurde er zudem Mitglied des Politischen Exekutivkomitees des ZK und gehörte diesem Gremium nach seiner Wiederwahl auf dem Zwölften Parteitag der PCR (19. bis 23. November 1979) ebenfalls bis zum Dreizehnten Parteitag der PCR (19. bis 22. November 1984) an. Darüber hinaus wurde er auf dem Zwölften Parteitag der PCR (19. bis 23. November 1979) Präsident der Zentralen Parteihochschule der PCR (Colegiul Central de Partid) und bekleidete diese Funktion bis zum Dreizehnten Parteitag der PCR (19. bis 22. November 1984), woraufhin Miu Dobrecsu seine Nachfolge antrat.
Daraufhin wurde Lupu am 27. August 1984 außerordentlicher und bevollmächtigter Botschafter in Venezuela und verblieb auf diesem diplomatischen Posten in Caracas bis zum 11. Januar 1988, woraufhin Aneta Spornic ihn ablöste. Zugleich war vom 29. Juli 1985 bis zum 11. Januar 1988 als Botschafter in Jamaika, Trinidad und Tobago, Suriname sowie vom 7. Februar 1986 bis 11. Januar 1988 auch als Botschafter in Guyana akkreditiert. Zuletzt übernahm er am 17. August 1988 den Posten als außerordentlicher und bevollmächtigter Botschafter in Portugal und verblieb in dieser Funktion in Lissabon bis zu seinem Tode im Juli 1989.

### Ehrungen und Auszeichnungen
Für seine langjährigen Verdienste wurde Petre Lupu mehrfach ausgezeichnet und erhielt unter anderem 1948 den Stern der Volksrepublik Rumänien Dritter Klasse (Ordinul Steaua Republicii Populare Române), 1954 den Orden zur Verteidigung des Vaterlandes Dritter Klasse (Ordinul „Apărarea Patriei“), 1954 den Orden der Arbeit Dritter Klasse (Ordinul Muncii), 1957 den Orden der Arbeit Zweiter Klasse, 1959 den Orden 23. August Zweiter Klasse (Ordinul 23 August), 1962 den Orden der Arbeit Erster Klasse, 1964 den Stern der Volksrepublik Rumänien Zweiter Klasse, 1966 den Orden Tudor Vladimirescu Erster Klasse (Ordinul Tudor Vladimirescu), 1969 die Medaille „25. Jahrestag der Befreiung der Heimat“, die Medaille „Befreiung vom faschistischen Joch“ (Medalia „Eliberarea de sub jugul fascist“), 1971 schließlich den Titel „Held der sozialistischen Arbeit“ (Erou al Republicii Socialiste România) und die Goldmedaille „Hammer und Sichel“ (Medalia de aur secera si ciocanul).